# علي براون (سيدة أعمال)
علي براون (بالإنجليزية: Ali Brown)‏ هي سيدة أعمال أمريكية، ولدت في 3 أغسطس 1971.